# پرواز ۴۸۱۹ خطوط دلتا کانکشن
پرواز ۴۸۱۹ خطوط دلتا کانکشن (انگلیسی: Delta Connection Flight 4819) یک پرواز بین‌المللی برنامه‌ریزی‌شده از فرودگاه بین‌المللی مینیاپولیس-سنت پل بود که در تاریخ ۱۷ فوریه ۲۰۲۵ در هنگام فرود در فرودگاه بین‌المللی پیرسون تورنتو سقوط کرد. این پرواز با استفاده از یک هواپیمای بمباردیر سی آر جی - ۹۰۰ توسط شرکت اندیور ایر، که یک زیرمجموعه کاملاً متعلق به خطوط هوایی دلتا است، انجام می‌شد. این پرواز در حال انجام یک پرواز عادی از مینیاپولیس-سنت پل به تورنتو بود که در حین فرود سقوط کرد.